# Gruttbach
Der Gruttbach, auch Gruttbach I , ist ein orographisch rechter und knapp 5 km langer Nebenfluss des Haferbaches in Ostwestfalen-Lippe.

## Name
Der Bach ist nach dem mittelniederdeutschen Wort grütte für 'Getreideschrot, Grütze' benannt. Möglicherweise steht der Name im Kontext mit Haferbach.

## Geographie
Der Gruttbach entspringt im Lagenser Stadtteil Billinghausen am Nordhang der bis zu 206 m hohen Hörster Egge unweit der L 945.
Von seinem Ursprung aus fließt der Bach in nördliche Richtung nach Billinghauser Heide und nimmt dort den Gruttbach II auf. Im weiteren Verlauf tangiert der Bach Kachtenhausen und Ohrsen im Osten und mündet hinter der ehemaligen Kläranlage Ohrsen (heute Pumpwerk Ohrsen) rechtsseitig in den größeren Haferbach ein. Der Gruttbach ist bezogen auf Einzugsgebiet, Länge und Wasserführung der größte Haferbach-Zufluss.

### Flusslänge
Nach den Angaben den Landesvermessungsamtes NRW wird die Gesamtlänge des Gruttbaches mit 4,997 km angegeben. Dabei wird der gesamte Bachlauf als „Gruttbach I“ bezeichnet. In der Deutschen Grundkarte und im sprachlichen Gebrauch wird der Bach jedoch „Gruttbach“ genannt und der Gruttbach II als Oberlauf des Gruttbaches bezeichnet. Dieser 1,64 km lange Bach entspringt ca. 500 m südwestlich der Quelle des Gruttbaches I. Sieht man den Gruttbach II als Oberlauf des Gruttbaches an, ergibt sich eine Fließstrecke von 5,24 km.

## Zuflüsse
Der Gruttbach hat je nach Betrachtungsweise (siehe Abschnitt Flusslänge) zwei Zuflüsse. Je nachdem, welchen Bach (Gruttbach I oder Gruttbach II) man als Oberlauf annimmt, ist der Gruttbach II ein linker Zufluss des Gruttbaches I oder der Gruttbach I ein rechter Zufluss des Gruttbaches II.
Ein weiterer Zufluss des Gruttbaches ist der Sunderbach mit einer Länge von 3,9 km, der bei Wissentrup bei KM 1,4 rechtsseitig mündet.

## Umwelt
Der Gruttbach wird der Gewässergüteklasse II zugerechnet. Dies bedeutet, dass er mäßig belastet ist.